# Carpe diem (álbum de Skunk D.F.)
Carpe diem es el nombre del primer álbum en directo grabado en el año 2007 y publicado en el 2008 a través de Zero Records.

## Lista de canciones
1. "Cirkus" - 3:37
2. "Este Dolor" - 3:59
3. "Musa" - 4:39
4. "Ícaro" - 3:20
5. "En 5 Minutos" - 3:39
6. "Anestesia" - 4:02
7. "Última Oportunidad" - 4:04
8. "Predicador" - 5:36
9. "El Cuarto Oscuro" - 4:55
10. "El Año del Dragón" - 4:13
11. "La Nueva Voluntad" - 4:42
12. "Carpe Diem" - 3:53

## Créditos
- Germán González - voz, composición de letras y programaciones.
- Pepe Arriols - bajo eléctrico, coros.
- Alberto Marín - guitarra eléctrica y coros.
- Eduardo Brenes - batería.
- David Ramos guitarra.

- Datos: Q5753352